# Tamenus camerunensis
Tamenus camerunensis är en spindeldjursart som först beskrevs av Albert Tullgren 1901.  Tamenus camerunensis ingår i släktet Tamenus och familjen Atemnidae. Inga underarter finns listade i Catalogue of Life.